# 삭도

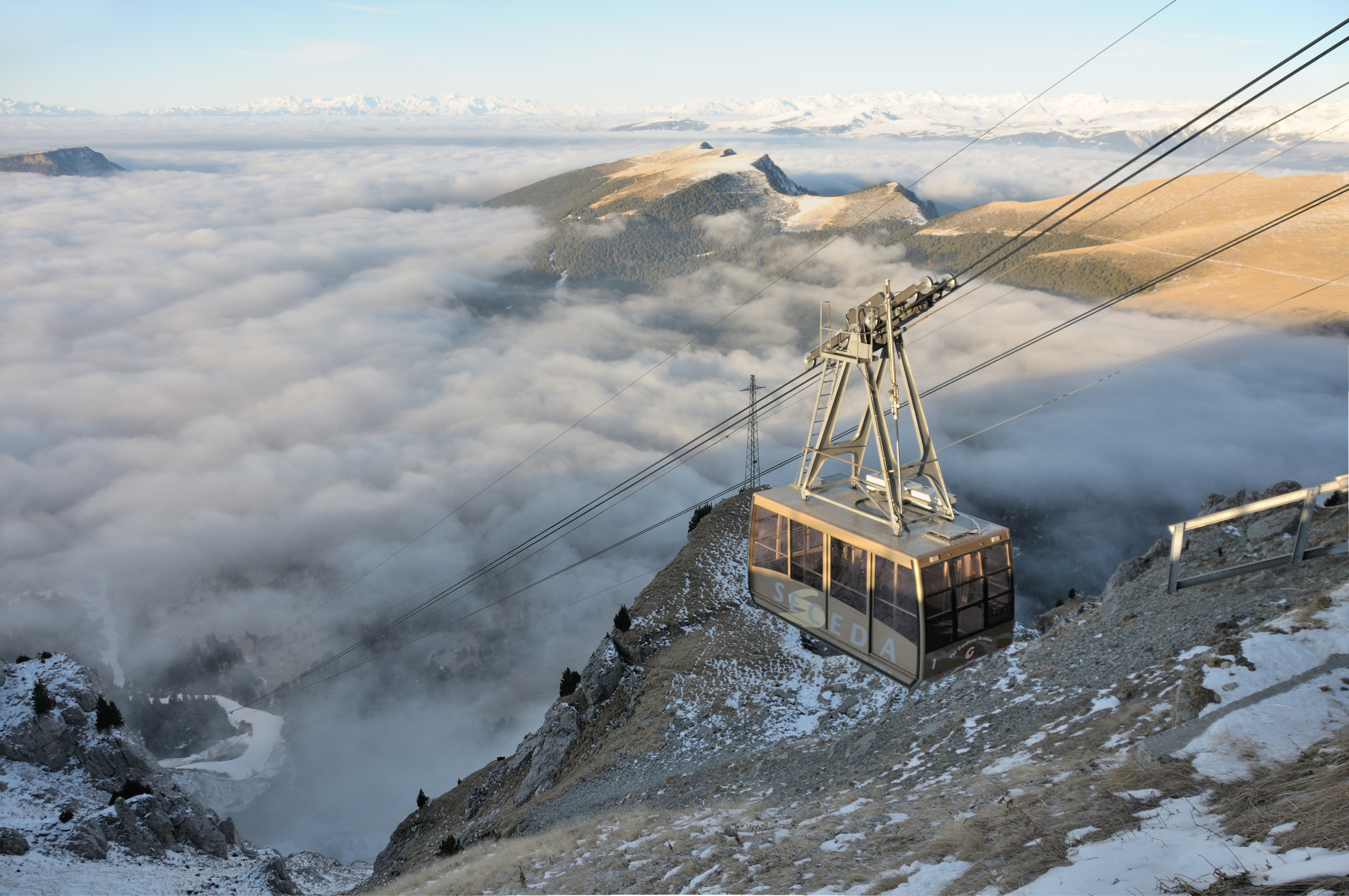
삭도

삭도(索道), 공중삭도(空中索道), 로프웨이(영어: ropeway), 케이블카(영어: cable car)는 공중에 매달린 밧줄에 운반기를 설치하여 여객 또는 화물을 운송하는 교통 수단이다. 운반기는 차량 형태일 수도 있고 의자 형태일 수도 있는데, 특히 운반기가 차량 형태인 경우를 케이블카라고도 한다.
삭도는 섬유질이나 금속제 밧줄 하나 또는 여럿을 공중에 매달아 설치하고, 양 끝단 사이를 여객 또는 화물용의 운반기가 왕복하는 교통 수단이다. 따라서 지면의 영향을 받는 도로, 철도와 달리 지면과 간섭없이 독립적으로 이동할 수 있는 시스템으로(단, 견인식 삭도는 제외), 이러한 조건 때문에 극복이 어려운 곳에 특히 잘 이용된다. 여기에 속하는 것으로 케이블 카, 리프트 등이 있는데, 이들은 운반기의 디자인이 상자형의 다인승 구조(케이블카)인가, 아니면 개방 또는 반개방형의 의자나 후크가 붙어 사람을 태우는 것(리프트) 인가로 구분한다.
삭도의 특징 상 강삭에 의해 견인되는 강삭철도(또는 인클라인 철도)와 혼동되기도 한다.

## 용어
유럽의 알프스 지역에서 이러한 시스템이 확산되기 때문에 프랑스어와 독일어 이름인 테레페리크(téléphérique) 및 자일반(Seilbahn)은 종종 영어 컨텍스트에서도 사용된다. 케이블카는 영국식 영어의 일반적인 용어이다. 영국식 영어에서 트램웨이라는 단어는 일반적으로 레일이 달린 거리의 트램웨이를 말하며, 미국식 영어에서는 케이블카가 분리 가능한 차량이 있는 케이블로 당겨진 거리의 트램웨이를 추가로 나타낼 수 있다. 예: 샌프란시스코의 케이블카. 따라서 혼동을 피하기 위해 신중한 표현이 필요하다.
그것은 또한 때때로 로프웨이 또는 곤돌라 리프트로 잘못 언급되기도 한다. 곤돌라 리프트에는 지속적으로 순환하는 케이블에 캐빈이 매달린 반면 공중트램은 케이블을 타고 앞뒤로 왕복한다. 일본에서는 이 둘을 동일한 범주의 차량으로 간주하여 로프웨이라고 하는 반면 케이블카라는 용어는 접지된 케이블카와 케이블카를 모두 나타낸다. 차량이 고정 트랙(케이블과 반대)에 매달려 있는 공중 철도는 서스펜션 철도로 알려져 있다.

## 종류

### 설치별
삭도 시설물을 어떻게 주행시키고, 어떤 구조로 설치하였는가에 따른 분류이다. 교통안전공단 등지의 공식적인 분류는 이것에 근거하여 이루어지고 있다(단, 화물 삭도는 이 분류와 별개).
- 단선식 : 하나의 로프 시설물 위에 하나의 운반기가 왕복하는 구조. 대개 수송용량 관계상 소규모 시설 내지 화물 등지에만 쓰인다.
- 교주식 또는 왕복식 : 단선식 삭도를 2개 설치하여, 이 둘을 상호 왕복 운행하는 방식. 동력 절감등을 위해 대개 두 차량이 중간에 교차 운행하는 방식으로 운영된다.
- 순환식 : 컨베이어 벨트 식으로 한 방향으로 계속해서 순환 운행하는 방식. 흔히 스키장의 리프트가 이 방식을 취한다. 교통의 원활화를 위해 사용 차량을 정지하지 않고 연속해 운행하는 경우가 많다.
  - 자동순환식 또는 자동악삭식 : 이른바 고속 리프트라 불리는 방식으로, 자동 연결장치를 이용하여 승하차 시 저속 운행하고, 본 삭도에서는 고속 운행할 수 있도록 설계된 장치.
  - 고정순환식 또는 고정악삭식 : 균일한 속도로 계속해서 순환 운행하는 방식. 기계적으로 단순하다.
- 견인식 : 대개 순환식의 일종으로, 여객 또는 화물을 직접 바닥에 활주 견인시켜 운반하는 방식.

### 밧줄 방식별
- 외줄궤도 또는 단선식 : 하나의 밧줄로 추진과 하중 지탱을 동시에 해결하는 방식. 가장 단순한 방식이며, 대개 곤돌라에 자체적인 추진력을 필요로 한다.
- 2선식 : 하중 지지용의 밧줄(이를 지삭이라 한다)과 추진 또는 견인용 밧줄(이를 예삭이라 한다)을 분리해 사용하는 방식.
- 3선식 : 세 개의 밧줄을 설치하여 사용하는 방식이다. 세부적으로 1지삭2예삭, 2지삭1예삭으로 구분한다.
  - 1지삭2예삭식 : 제동용의 예삭과 추진용의 예삭으로 예삭을 2개를 쓰는 방식으로, 국내에서 가장 널리 사용된다.
  - 2지삭1예삭식 : 지지용의 지삭을 2개를 쓰는 방식으로, 안정성이 높고 경간(span)이 긴 경우에 유리하나, 제동용의 장치가 필요하다.
- 4선식 : 지삭과 예삭을 2개씩 갖춘 방식으로 복잡도가 높다.

### 용도별
- 여객용 : 여객 수송을 위한 삭도.
  - 관광용 또는 교통용 : 대개 두 지점을 상호 연결하여 교통을 원활하게 하거나, 공중 운행을 통해 전망을 제공하는 등으로 쓰이는 삭도.
  - 스키용 : 리프트라 부르는 것으로, 스키장에서 활강 시작지점으로 이용객을 이동시키기 위한 삭도.
- 화물용 : 두 지점간에 화물을 수송하기 위한 삭도.
- 전용 : 어떤 회사, 시설에서 독점적인 용도로 쓰는 삭도로, 법적인 필요에 의해 구분된다.

## 대한민국의 삭도
한국삭도협회의 자료에 따르면, 41개소 143개 시설이 현재 설치, 운영되고 있다.
대표적인 것으로는 남산 케이블카 등이 있으며, 그 외에 설악산, 내장산, 미륵산, 대둔산, 팔공산, 금정산, 북서울 꿈의숲, 서울대공원, 에버랜드 등지에 설치되어 있다.
대한민국 법령상 도시철도법이 아닌 궤도운송법을 따르는 수단은 케이블 카 이외에도 넓은 의미의 삭도에 포함된다. 이는 궤도운송법이 옛 삭도궤도법에서 바뀐 것이기 때문이다. 인천국제공항 셔틀트레인도 삭도에 포함하며 월미바다열차도 해당한다.